# Emilie Paevatalu
Emilie Paevatalu er en dansk sangerinde. Hun er bedst kendt for sin deltagelse i Voice - Danmarks største stemme på TV 2, hvor hun vandt en pladekontrakt med Universal Music i november 2012. Efterfølgende udgav hun singlen "Skandale", som hun havde skrevet sammen med hendes coach, L.O.C.

## Diskografi

### Singler
- "Skandale" (2012)